# Exochus perfectus
Exochus perfectus là một loài tò vò trong họ Ichneumonidae.